# Chaetodon melapterus
Chaetodon melapterus là một loài cá biển thuộc chi Cá bướm (phân chi Corallochaetodon) trong họ Cá bướm. Loài này được mô tả lần đầu tiên vào năm 1863.

## Từ nguyên
Từ định danh melapterus được ghép bởi hai âm tiết trong tiếng Hy Lạp cổ đại: mélās (μέλας; "đen") và pteros (πτερος; "vây, cánh"), hàm ý đề cập đến vây lưng, vây đuôi và vây hậu môn màu đen của loài cá này.

## Phạm vi phân bố và môi trường sống
Từ phía nam Biển Đỏ, C. melapterus được phân bố dọc theo bờ biển phía nam bán đảo Ả Rập, vòng lên phía bắc đến vịnh Oman và vịnh Ba Tư, xa về phía nam đến vịnh Aden, bao gồm Socotra.
Mẫu định danh được cho là thu thập tại Réunion nhưng đây chắc chắn là một sự nhầm lẫn vì C. melapterus không xuất hiện tại khu vực quần đảo Mascarene.
C. melapterus sinh sống tập trung ở những khu vực mà san hô phát triển phong phú xen kẽ các mảng cát trên rạn viền bờ, độ sâu khoảng 2–16 m.

## Mô tả
C. melapterus có chiều dài cơ thể lớn nhất được ghi nhận là 13 cm. Loài này có màu vàng cam với những sọc xiên màu đỏ nhạt ở hai bên thân (không có vệt đen giữa thân như những loài Corallochaetodon còn lại). Toàn bộ vây hậu môn, vây đuôi và vây lưng là màu đen, riêng rìa sau của vây đuôi trong suốt và có một sọc mảnh màu trắng nhạt. Đầu có hai dải sọc đen, dải thứ nhất băng qua mắt, dải còn lại từ nắp mang ngược lên lưng trước. Mõm và cằm màu đen. Vây đuôi, vây lưng và vây hậu môn có màu đen sẫm. Vây ngực trong suốt. Vây bụng màu vàng cam.
Số gai ở vây lưng: 13; Số tia vây ở vây lưng: 19–21; Số gai ở vây hậu môn: 3; Số tia vây ở vây hậu môn: 18–20; Số tia vây ở vây ngực: 14–15; Số gai ở vây bụng: 1; Số tia vây ở vây bụng: 5; Số vảy đường bên: 35–39.

## Phân loại học
C. melapterus hợp thành nhóm chị em với Chaetodon trifasciatus, Chaetodon lunulatus và Chaetodon austriacus, đều được xếp vào phân chi Corallochaetodon.
Các loài Corallochaetodon đặc trưng bởi cơ thể hình bầu dục, màu vàng cam với các sọc xiên màu xanh tím trên thân (trừ C. melapterus là có các sọc rất mảnh, gần như tiệp màu với thân), cũng như dải đen băng dọc qua mắt.

## Lai tạp
Những cá thể mang kiểu màu trung gian giữa C. melapterus và C. austriacus đã được bắt gặp trong tự nhiên.

## Sinh thái học
Như những loài chị em của nó, thức ăn chủ yếu của C. melapterus là san hô. Loài này có xu hướng sống theo cặp, nhưng đôi khi có thể hợp thành nhóm lên đến hơn 20 cá thể.

## Thương mại
C. melapterus ít được xuất khẩu trong ngành thương mại cá cảnh vì chế độ ăn đặc biệt khiến chúng khó sống được trong điều kiện nuôi nhốt mà không có san hô.